# كأس الاتحاد 1970
كأس الاتحاد 1970 (بالألمانية: Federation Cup 1970)‏ هو الموسم 8 من  كأس فيد. أقيم خلال الفترة 19 مايو 1970 وحتى 24 مايو 1970، وفاز فيه منتخب أستراليا لكأس فيد.